# Angelique Trois

Logo de la version de 2002.

Pour les séries animées et drama CD tirés du jeu, ainsi que pour les autres jeux de la série, voir Angelique (série).
 (novembre 2018).
Si vous disposez d'ouvrages ou d'articles de référence ou si vous connaissez des sites web de qualité traitant du thème abordé ici, merci de compléter l'article en donnant les références utiles à sa vérifiabilité et en les liant à la section « Notes et références ».
Angelique Trois (アンジェリーク トロワ, du français « Angélique 3 ») est un jeu vidéo japonais de simulation de drague de la franchise Angelique, sorti en 2000, suivi d'une version améliorée en 2002 : Aizōhen Angelique Trois (愛蔵版　アンジェリーク トロワ).

## Présentation
Le jeu est développé par Ruby Party pour Koei. Il sort le 22 novembre 2000 au Japon sur PlayStation 2 (en CD-Rom). C'est le troisième jeu de la série régulière Angelique, suite des jeux Angelique de 1994 et Angelique Special 2 de 1996. Bien qu'il sorte quatre ans après ce précédent jeu, d'autre jeux "hors série" de la franchise sont sortis entre-temps : Angelique Duet, Angelique Tenkū no Requiem et Sweet Ange en 1998 et 1999.
Le jeu est destiné à un public féminin, toujours réalisé d'après des dessins de la shojo mangaka Kairi Yura, et contient des éléments de fantasy, d'aventures, de stratégie et de romantisme. L'héroïne du jeu est toujours Angelique Collet, comme dans le jeu précédent, entourée des mêmes personnages. Contrairement à ce deuxième jeu qui reprenait la même mécanique de jeu que le premier, ce troisième jeu a un concept très différent, et l'héroine n'est plus en compétition avec une rivale.
L'histoire développée dans ce jeu fait directement suite à celle des deux épisodes de la première série anime OAV inspirée de la franchise : Angelique Shiroi Tsubasa no Memoire, sortie peu de temps auparavant la même année. Cette histoire se poursuit ensuite dans deux autres séries OAV : Angelique Seichi yori Ai o Komete et Angelique Twin Collection, ainsi qu'en drama CD (histoires racontées sur CD audio).
Le prochain jeu de la série, Angelique Etoile, sortira trois ans après en 2003, mais une version améliorée du jeu nommée Aizōhen Angelique Trois sortira entre-temps, le 5 juillet 2002, sur la même plateforme mais en DVD-Rom, incluant une version raccourcie de l'OAV Angelique Shiroi Tsubasa no Memoire.

## Histoire
Angelique Collet est devenue la nouvelle reine Angelique, assistée par son ancienne rivale pour le titre, Rachel Hart. Elle doit cette fois développer un nouveau continent flottant appelé Arcadia, aidée des neuf gardiens et des instructeurs, pour briser un sceau magique...

## Personnages
- Angelique Collet : la reine Angelique, interprétée par Yōko Asada (en)
- Rachel Hart : son assistante, interprétée par Miki Nagasawa
- Julious : guardien de la lumière, interprété par Show Hayami
- Clavis : guardien de l'ombre, interprété par Hideyuki Tanaka (qui remplace Kaneto Shiozawa)
- Luva : guardien de la terre, interprété par Toshihiko Seki
- Oscar : guardien du feu, interprété par Kenyū Horiuchi
- Lumiale : guardien de l'eau, interprété par Nobuo Tobita
- Olivier : guardien du rêve, interprété par Takehito Koyasu
- Randy : guardien du vent, interprété par Nobutoshi Canna (alias Nobutoshi Hayashi)
- Zephel : guardien de l'acier, interprété par Mitsuo Iwata
- Marcel : guardien de la nature, interprété par Hiro Yūki
- Victor : instructeur, interprété par Fumihiko Tachiki
- Seiran : instructeur, interprété par Tetsuya Iwanaga
- Timuka : instructeur, interprété par Atsushi Kisaichi